# Бетоноробні машини
Бетоноробні машини — машини, агрегати й устаткування для замішування, транспортування та розподілення бетонної суміші.
Бетономішалка — машина для готування бетонної суміші механічним змішуванням цементу, води, піску і гравію (або щебеню). Бетономішалки бувають періодичної і безперервної дії, із змішуванням при вільному падінні матеріалів та з примусовим змішуванням, стаціонарні і пересувні. У СРСР серійно випускались: пересувні (місткістю 100—250 л) і стаціонарні (місткістю 425—4500 л), з примусовим змішуванням матеріалів і автобетономішалки (місткістю 3 100 л) для готування бетонної суміші під час руху автомобіля.
Склад бетономішалки з перекидним барабаном:
- — барабан для готування суміші;
- — хитна траверза з роликами;
- — електродвигун;
- — дозувальний бачок для води;
- — завантажувальний бункер;
- — опорна рама.

Бетононасос — машина для транспортування бетонної суміші по трубах. Діє за принципом поршневого горизонтального насоса простої дії з клапанами примусового керування. Продуктивність — 300—500 м³ за зміну. Бетононасоси використовується на великих будовах, переважно гідротехнічних і промислових. Віддаль транспортування бетонної суміші до 200—300 м, висота підйому до 40 м. Використання доцільне при пластичній консистенції і безперервній подачі бетонної суміші. Перерви у роботі не повинні перевищувати часу, потрібного для початку тужавіння суміші (30—40 хвилин).
Бетонообробна машина — машина для розрівнювання, ущільнення і пригладжування бетонної суміші, яка укладається на дорожній основі; використовується разом з бетонорозподільником. Бетонообробна машина — це самохідний візок, обладнаний бензиновим двигуном і чотирма робочими органами:
- вібробрусом,
- трамбувальною дошкою,
- рівняльним брусом
- гладильною стрічкою.

Вібробрус і трамбувальна дошка ущільнюють бетонну суміш; рівняльний брус забирає її лишок і рівняє поверхню бетонного полотна дороги, а гладильна стрічка завершує обробку його поверхні.
Бетонорозподільник — машина для укладання цементнобетонного покриття автомобільних доріг. Укладає і рівномірно розподіляє бетонну суміш на проїзній частині земляного полотна. Це самохідний візок з бункером або шнеками для розподілення бетонної суміші Пересувається по рейковій формі за допомогою бензинового двигуна і працює разом з бетонообробною машиною. Ширина робочої смуги — до 7 м. Розрізняють бетонорозподільники періодичної дії (бункерні) та безперервн дії (шнекові, або лопатеві). У бункерних бетонорозподільників бункер з секторним затвором і регулюючою рамкою пересувається по рамі машини за допомогою канатно-блочної системи; бетонна суміш подається у бункер завантажуючим ковшем. Шнековий бетонорозподільник розрівнює і розподіляє бетонну суміш шнеками, закріпленими на рамі машини.
Бетоноукладач — машина для дозування, рівномірного розподілення і розрівнювання бетонної суміші при формуванні залізобетонних виробів (панелей, плит, балок тощо). Бетоноукладач складається з самохідного або переносного бункера, розподільного пристрою, розрівнювача бетонної суміші, вібраторів й ін. пристосувань.